# Atomic Energy Commission

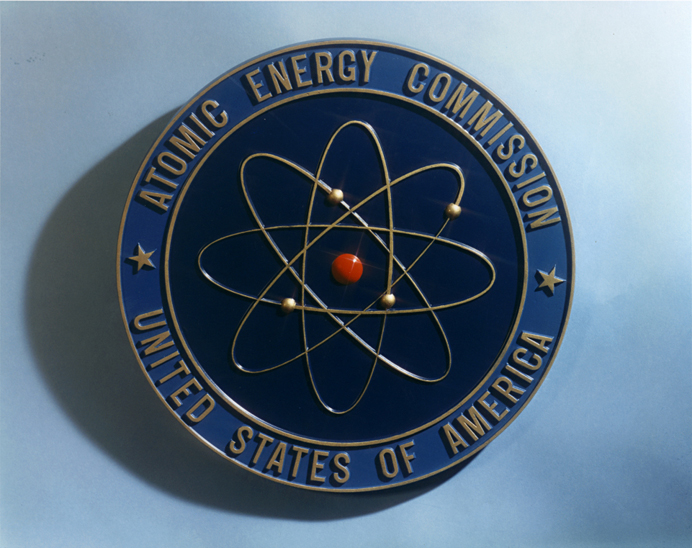
Znaczek U.S. Atomic Energy Commission

Atomic Energy Commission (z ang. Komisja Energii Atomowej) – cywilna agencja powołana przez prezydenta Harry’ego Trumana 1 sierpnia 1946 roku w celu kontrolowania, rozwoju i produkcji broni nuklearnej oraz badań nad pokojowym wykorzystaniem energii atomu. Komisja była kierowana przez pięcioosobową grupę jej członków, z których jeden pełnił funkcję przewodniczącego. Pierwszym przewodniczącym był David E. Lilienthal (do 1950 roku).
31 grudnia 1946 roku Komisja przejęła uprawnienia Projektu Manhattan, który kierował pracami nad konstrukcją bomby atomowej w czasie II wojny światowej.
Jednym z laboratorium działających pod egidą AEC było Health and Safety Laboratory (HASL), założone w 1953 w Nowym Jorku. Specjalizowało się ono, m.in., w higienie pracy w obecności promieniowania jonizującego i skażeniu żywności.